# Abel Frans
Abel Frans (Rumst, 7 april 1899 - aldaar, 30 april 1962) was een Belgisch muzikant en componist. Hij componeerde onder andere de melodie De grommelpot en nummers voor Bobbejaan Schoepen.  Hij componeerde ook de operettes Heibloemeke en De Meikoningin.
Hij begon in de jaren 1920 te werken bij orgelbouwer Mortier. Hij stichtte in de Rupelstreek een cabaretgroep (De lustige krekels, waarin onder andere Yvonne Verbeeck actief was) en een operettegezelschap (Rupel en Nete). Daarnaast werkte hij als koster en als café-uitbater.
In Rumst is een plein naar hem genoemd.
- MusicBrainz: c6822cea-b43e-49be-8cf9-81222e312a84
- Virtual International Authority File: 235152742891627730062